# Бизнес Банк Кабо-Верде
Бизнес Банк Кабо-Верде (порт. Banco Caboverdiano de Negócios) — универсальный розничный банк Кабо-Верде.

## История
В феврале 1996 года португальский банк Тотта и Асореш (порт. Banco Totta & Açores) открыл свой первый филиал в городе Прая. Позже банк был переименован в BTCV — Тотта Банк в Кабо-Верде (порт. Banco Totta de Cabo Verde).
В январе 2003 года было открыто ещё два отделения в городах Минделу и Ассомада.
В октябре 2004 года контрольный пакет акций банка приобретает компания SEPI — Социальное Общество Научно-исследовательского Инвестирования (порт. Sociedade de Estudos e Promoção de Investimentos).
В феврале 2005 года банк переименован в BCN — Бизнес Банк Кабо-Верде.